# James Arthur
James Andrew Arthur (Middlesbrough, Yorkshire del Norte; 2 de marzo de 1988) es un cantautor y músico británico. Ganó fama y reconocimiento internacional después de haber sido ganador de la novena temporada del programa The X Factor en el 2012.
En su infancia, James tuvo distintos problemas intrafamiliares que conllevaron a que realizase bullying en su escuela, y esto provocó que fuese expulsado. Cuando cumplió quince, creó su propia banda y tocó en clubes de su pueblo hasta que audicionó en The X Factor. Tras ganar, su primer sencillo «Impossible» tuvo mucho éxito alrededor del mundo, dado que llegó al número uno en el Reino Unido y a los cinco primeros en Alemania, Nueva Zelanda y otros países. Además, gracias a esto fue nominado a los BRIT Awards en la categoría de mejor sencillo británico, pero perdió ante «Skyfall» de Adele.
Gracias al éxito de su sencillo debut en Europa, el cantante recibió un galardón en los Premios 40 Principales en España, así como también en los NRJ Music Awards en Francia. Posteriormente James lanzó su primer álbum de estudio y logró el número dos en el UK Albums Chart. Más tarde el cantante entró en polémica debido al contenido lírico de sus canciones, las cuales incluían comentarios homofóbicos. Varias celebridades como el cantante Louis Tomlinson de One Direction y Olly Murs se involucraron en la controversia dando comentarios directos hacia James.

## Biografía y carrera musical

### 1988-2011: Primeros años e inicios musicales
James Arthur nació el 2 de marzo de 1988 en el pueblo de Middlesbrough en el condado de Yorkshire del Norte, Reino Unido, bajo el nombre de James Andrew Arthur, hijo de los también británicos Neil Arthur y Shirley Ashworth. Su padre era un disc jockey amateur, mientras que su madre una experta en marketing. James es el tercero de tres hermanos resultantes de ese matrimonio, tiene un hermano mayor llamado Neil Arthur y una hermana mayor llamada Sian Arthur. Cuando tenía solo un año, sus padres se divorciaron y se casaron con otras personas al poco tiempo. James asistió hasta los ocho años a la Ings Farm Primary School en Redcar. A los nueve, se mudó junto a su madre, su padrastro y su hermana a Baréin y estudió en la British School of Bahrain por cuatro años. Durante ese tiempo, su madre tuvo dos niñas: Jasmin Rafferty y Neve Rafferty. Cuando James cumplió catorce, su madre se divorció nuevamente, por lo que tuvo que volver junto a ella y sus tres hermanas a Redcar. Tras su regreso, estudió en la Ryehills School y su madre tuvo a una nueva hija, Charlotte Rafferty. Respecto a su vida, James dijo a The Independent que:

«Yo no era un niño feliz. Sentí que mi madre arruinó todas nuestras oportunidades de vivir mejor, porque cuando se volvió a casar, queríamos mudarnos a una casa con piscina Baréin, pero ella lo arruinó todo. No sé mucho de los entresijos, así que sería descortés comentar por qué terminó su matrimonio, lo único que sé es que estaba muy molesto. Pero no soy una triste historia. Soy como un montón de chicos que viven en este país. Me ocupé de mis problemas de mala manera, arremetiendo contra todos. Me suspendieron de la escuela, me echaron de casa, a veces me costaba dormir y terminé presentándome de voluntario para orfanatos».

A los quince años, James comenzó a componer canciones e ingresó a numerosas bandas independientes, incluso formó su propia banda llamada The James Arthur Band. Esta estaba conformada por James como vocalista, Jez Taylor como guitarrista, Chris Smalls como teclista, Jordan Swain como baterista y Rich Doney como bajista. Sin mucho éxito, la banda comenzó a presentarse en bares y clubes de su pueblo natal, hasta que finalmente James audicionó por separado para la primera temporada de The Voice UK. Si bien resultó entre los 200 mejores, no calificó para aparecer en el programa.

### 2012-presente:The X Factory álbum homónimo

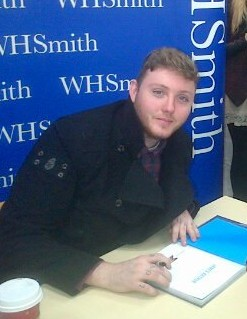
El cantante durante una firma de libros en Middlesbrough, Reino Unido, en enero de 2013.

A mediados de agosto de 2012, James lanzó un EP de cuatro canciones a través de Amazon.com llamado Hold On. Poco tiempo después audicionó para la novena temporada de The X Factor y resultó elegido. A lo largo del programa, James interpretó variedad de canciones que llamaron la atención del público, como «Make You Feel My Love» de Bob Dylan y «Let's Get It On» de Marvin Gaye. No fue sino hasta la octava semana que obtuvo un considerable aumento de votos, pasó de recibir 13,7% a tener hasta un 40,7%. Durante la final, interpretó una versión de «Impossible» de Shontelle y resultó ganador del concurso con un 53,7% de los votos totales, frente a los 38,9% que recibió el segundo lugar Jahmene Douglas. A lo largo del concurso, la cantante y jurado Nicole Scherzinger fue su mentora. Tras ganar, James lanzó su versión de «Impossile» como sencillo y rompió récords en ventas. En tan solo veinticuatro horas, vendió más de 187 mil copias, lo que lo convirtió en el sencillo ganador de The X Factor más rápidamente vendido durante ese periodo de tiempo. Con 490 000 copias vendidas durante su semana debut, se convirtió en el sencillo más rápidamente vendido del 2012 y de la historia de los concursantes de The X Factor. Con todo, debutó en la posición número uno del UK Singles Chart. En menos de tres semanas vendió 897 000 copias solo en el Reino Unido, por lo que se convirtió en el quinto sencillo más vendido del año en el país, superando a grandes éxitos como «Gangnam Style» de PSY, «Starships» de Nicki Minaj y «Domino» de Jessie J. El 11 de enero de 2013, en su quinta semana a la venta, The Official UK Charts Company informó que la canción llegó al millón de copias en el Reino Unido, siendo la canción número 127 en lograrlo. Asimismo, se convirtió en el cuarto sencillo debut más vendido por un cantante salido de The X Factor.
El éxito de «Impossible» no se limitó solo al Reino Unido, sino que la canción llegó a los cinco primeros lugares de las listas semanales de Alemania, Australia, Austria, Bélgica, España, Nueva Zelanda y Suiza. Además, se mantuvo por más de medio año entre los más vendidos. Dadas sus altas ventas, recibió variedad de discos de oro y platino. Concretamente, en el Reino Unido fue certificado doble platino por superar las 1,2 millones de copias. El rotundo éxito del sencillo le valió a James una nominación a los BRIT Awards de 2013 en la categoría de mejor sencillo británico, donde finalmente perdió ante «Skyfall» de Adele. En un intento por repetir su éxito, James lanzó su segundo sencillo «You're Nobody 'til Somebody Loves You». Si bien llegó al número dos en el Reino Unido, no tuvo tan buena recepción como «Impossible» en el resto del mundo. El 4 de noviembre, James lanzó su primer álbum de estudio, llamado James Arthur. Este debutó en la posición número dos del UK Albums Chart. Si bien el álbum tuvo un buen debut, fracasó en ventas y recibió pésimas críticas por su contenido lírico.
No pasó mucho tiempo hasta que James causó controversia por incluir letras como «you fucking queer» (traducible al español como «eres un puto maricón») en sus canciones, las cuales fueron tachadas de homofóbicas. En su defensa, James pidió disculpas a través de Twitter y aseguró que estaba «apenado» por usar la palabra «queer» (maricón). Sin embargo, la cantante Lucy Spraggan y varios miembros de la comunidad LGBT arremetieron contra el cantante tachándolo de «homofobico» e «intolerante». El también cantante y amigo de James, Olly Murs, salió en su defensa comentando que él estaba pasando por un mal momento, pero que aun así no apoyaba sus comentarios homofóbicos. Sin embargo, la controversia aumentó luego de que James hiciese público su odio por las boy bands. Suponiendo que se refería a One Direction, los admiradores del grupo salieron a defender al quinteto por medio de Twitter, lo que llevó a James a tacharlos de «producto de marketing». Además, insultó directamente al integrante Louis Tomlinson llamándolo «pequeña perra», e hizo varias bromas de mal gusto que molestaron más aún a sus seguidores. Una semana más tarde el mánager de James anunció la cancelación de todos sus planes públicos próximos debido al agotamiento del cantante. A inicios de diciembre, James lanzó su tercer sencillo «Recovery», pero fracasó en ventas pues solo alcanzó el puesto quince en el Reino Unido.

## Vida personal
En noviembre de 2021 reveló que su entonces novia Jessica Girsts había tenido un embarazo ectópico y había perdido a su hija, a la que habría llamado Emily. Cuando ella aún estaba embarazada, escribió una canción con el mismo nombre.

## Discografía

### Álbumes
| Año  | Álbum                                                                           | Posicionamiento en listas | Posicionamiento en listas | Posicionamiento en listas | Posicionamiento en listas | Posicionamiento en listas | Posicionamiento en listas | Posicionamiento en listas | Certificaciones |
| Año  | Álbum                                                                           | ALE                       | AUS                       | AUT                       | IRL                       | NZ                        | RU                        | SUI                       | Certificaciones |
| ---- | ------------------------------------------------------------------------------- | ------------------------- | ------------------------- | ------------------------- | ------------------------- | ------------------------- | ------------------------- | ------------------------- | --------------- |
| 2013 | James Arthur - Lanzamiento: 4 de noviembre de 2013. - Calificación de Allmusic: | 25                        | 14                        | 22                        | 2                         | 11                        | 2                         | 6                         | - BPI: Oro      |
| 2016 | Back from the Edge - Lanzamiento: 28 de octubre de 2016.                        | 38                        | 8                         | 38                        | 2                         | 17                        | 1                         | 7                         | - BPI: Oro      |

### Sencillos
| Año                                                                            | Sencillo                                | Posiciones   | Posiciones   | Posiciones   | Posiciones   | Posiciones   | Posiciones   | Posiciones   | Certificaciones                                                                                                 |              |              |              |              |              |              |              |
| Año                                                                            | Sencillo                                | ALE          | AUS          | AUT          | IRL          | NZ           | RU           | SUI          | Certificaciones                                                                                                 |              |              |              |              |              |              |              |
| James Arthur                                                                   | James Arthur                            | James Arthur | James Arthur | James Arthur | James Arthur | James Arthur | James Arthur | James Arthur | James Arthur | James Arthur | James Arthur | James Arthur | James Arthur | James Arthur | James Arthur | James Arthur |
| ------------------------------------------------------------------------------ | --------------------------------------- | ------------ | ------------ | ------------ | ------------ | ------------ | ------------ | ------------ | --- | ------------ | ------------ | ------------ | ------------ | ------------ | ------------ | ------------ |
| 2012                                                                           | «Impossible»                            | 5            | 2            | 3            | 1            | 2            | 1            | 2            | - BVMI: Platino - ARIA: 4× Platino - IFPI AUT: Oro - RIANZ: 3× Platino - BPI: 2× Platino - IFPI SUI: 2× Platino |              |              |              |              |              |              |              |
| 2013                                                                           | «You're Nobody 'til Somebody Loves You» | 54           | 22           | 55           | 12           | 17           | 2            | 38           | - BPI: Plata |              |              |              |              |              |              |              |
| 2013                                                                           | «Recovery»                              | —            | —            | —            | —            | —            | 19           | —            | |              |              |              |              |              |              |              |
| 2014                                                                           | «Get Down»                              |              |              |              |              |              |              |              | |              |              |              |              |              |              |              |
| Back from the Edge                                                             |                                         |              |              |              |              |              |              |              | |              |              |              |              |              |              |              |
| 2016                                                                           | «Say You Won't Let Go»                  | 6            | 1            | 5            | 1            | 1            | 1            | 4            | - ARIA: 4× Platino - MC: 2× Platino - RIANZ: Platino - BPI: Platino                                             |              |              |              |              |              |              |              |
| «—» indica que el sencillo no fue lanzado o no se posicionó en ese territorio. |                                         |              |              |              |              |              |              |              | |              |              |              |              |              |              |              |

## Giras
- The X Factor Tour (2013).[1]

## Premios y nominaciones
Durante su carrera, James ha recibido algunas nominaciones a varios premios. En el 2013 fue nominado al mejor sencillo británico por «Impossible» en los BRIT Awards, los Grammys de la música británica. Sin embargo, perdió ante «Skyfall» de Adele. Aunque, ha ganado en los Premios 40 Principales y los NRJ Music Awards, premios nativos de España y Francia, respectivamente. A continuación, una pequeña tabla con las candidaturas que ha obtenido:
| Año  | Premiación             | Trabajo nominado       | Categoría                                      | Resultado | Ref.         |
| ---- | ---------------------- | ---------------------- | ---------------------------------------------- | --------- | ------------ |
| 2013 | BRIT Awards            | «Impossible»           | Mejor sencillo británico                       | Nominado  | [ 5 ] [ 6 ]  |
| 2013 | Premios 40 Principales | «Impossible»           | Mejor canción en lengua no española            | Ganador   | [ 43 ] [ 7 ] |
| 2013 | Premios 40 Principales | James Arthur           | Mejor artista revelación en lengua no española | Nominado  | [ 43 ] [ 7 ] |
| 2013 | NRJ Music Awards       | James Arthur           | Revelación internacional del año               | Ganador   | [ 8 ]        |
| 2017 | American Music Awards  | James Arthur           | Artista Nuevo del Año                          | Nominado  | [ 44 ]       |
| 2017 | Brit Awards            | «Say You Won't Let Go» | Vídeo Británico del Año                        | Nominado  |              |
| 2017 | Brit Awards            | «Say You Won't Let Go» | Sencillo Británico del Año                     | Nominado  |              |
| 2017 | Teen Choice Awards     | James Arthur           | Mejor Artista Revelación                       | Nominado  | [ 45 ]       |